# Acalolepta andamanica
Acalolepta andamanica là một loài bọ cánh cứng trong họ Cerambycidae.